# 白波遥
白波 遥（しらなみ はるか）は、日本の女性声優。主にアダルトゲームに声をあてている。

## 出演
太字はメインキャラクター。

### アダルトゲーム
- 揺れるバスガイド 〜おっぱいがいっぱい〜（2005年、瑚乃風夏[1]）
- ぱすてるチャイムContinue（2005年、竜胆リナ）
  - ぱすちゃC++（2005年、竜胆リナ）
- Garden（2008年、星野絵里香[2]、青葉千夏）
- ヨスガノソラ（2008年、春日野穹[3]）
  - ハルカナソラ（2009年、春日野穹[4]）
- パステルチャイム3 バインドシーカー（2013年、竜胆リナ）
- 僕の未来は、恋と課金と。〜Charge To The Future〜（2019年、黒うさ）

### WEB音声ドラマ
- コズエノソラ（2008年、春日野穹）- PCゲーム『ヨスガノソラ』公式サイト内

### ASMR
- 春日野穹のいる生活（2023年、春日野穹）

## ディスコグラフィ

### キャラクターソング
| 発売日        | 商品名                            | 歌                 | 楽曲                      | 備考                           |
| ------------- | --------------------------------- | ------------------ | ------------------------- | ------------------------------ |
| 2009年9月25日 | ハルカナソラ キャラクターソングCD | 春日野穹（白波遥） | 「フタリ（春日野穹ver）」 | PCゲーム『ハルカナソラ』挿入歌 |